# Kurtziella serta
Kurtziella serta is een slakkensoort uit de familie van de Mangeliidae. De wetenschappelijke naam van de soort is voor het eerst geldig gepubliceerd in 1953 door Fargo.